# Pristoceuthophilus
Pristoceuthophilus é um género de insecto da família Rhaphidophoridae.
Este género contém as seguintes espécies:
- Pristoceuthophilus sp. nov.